# Церковь Святых Петра и Павла (Сингапур)
 Церковь святых Петра и Павла  (кит.  圣 伯多禄 圣保禄 教堂) — католическая церковь, находящаяся в Сингапуре. Является национальным памятником Сингапура.

## История
История строительства церкви святых Петра и Павла тесно связана с ростом китайской католической общины в Сингапуре, куда в середине XIX века прибывали многочисленные эмигранты из Китая. Церковь святых Петра и Павла была построена в 1869—1870 гг. Она была возведена китайской католической общиной для удовлетворения своих религиозных потребностей и стала центром, где европейские священники, отправлявшиеся в Китай, знакомились с основами китайского языка и культуры.
Первоначально китайская католическая община владела небольшой часовней, построенной в 1833 году. В конце 30-х годов XIX века часовня, в связи с быстрым увеличением китайской католической общины, уже не могла вмещать всех верующих и возникла необходимость в строительстве нового храма. Было начато строительство Собора Доброго Пастыря и церкви святого Иосифа.
В 1860 году было начато строительство церкви святых Петра и Павла. В 1883 году священником Пьером Пари были подарены три колокола, которые используются до настоящего времени.
Церковь также использовалась тамильской католической общиной Сингапура до 1888 года. В 1888 году тамильская община в Сингапуре построила собственную церковь Лурдской Божией Матери.
В 1891—1892 гг. храм был расширен; были добавлены ризница, трансепт и три малых боковых алтаря. В 1910—1911 годах были расширены хора, главный вход и обустроен фасад.
В 1910 году китайская католическая община построила новый храм — церковь Святейшего Сердца Иисуса, строительство которой профинансировал китайский бизнесмен и филантроп Хиок Чан Лоу. В 1929 году китайской общиной была построена церковь святой Терезы.
В 1969 году был произведён капитальный ремонт храма святых Петра и Павла, который был завершён в 1970 году.
10 февраля 2003 года церковь святых Петра и Павла была причислена к национальным памятникам Сингапура.
В настоящее время церковь святых Петра и Павла находится под попечением кармелитов.

## Источник
- Norman Edwards, Peter Keys (1988), Singapore — A Guide to Buildings, Streets, Places, Times Books International, ISBN 9971-65-231-5
- Eugene Wijeysingha (2006), Going Forth… — The Catholic Church in Singapore 1819—2004, Titular Roman Catholic Archbishop of Singapore, ISBN 981-05-5703-5
- Wan Meng Hao (2005), Know Our Monuments , Preservation of Monuments Board